# Hiob von Potschajiw

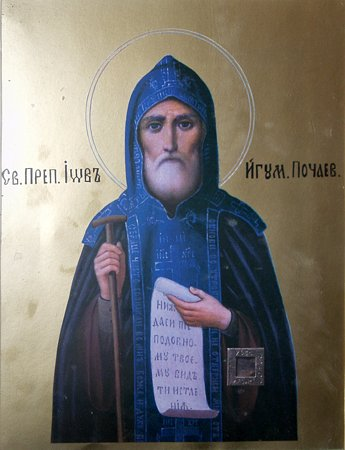
Hiob von Potschajiw

Hiob von Potschajiw (ukrainisch Йов Почаївський, Job Potschajiwskyj; * etwa 1551 in Galizien, jetzt Westukraine; † 25. Oktober 1651 in Potschajiw), mit bürgerlichem Namen Johannes (Іоан, Ioan), war ein ukrainischer Abt und Heiliger der orthodoxen Kirche.

## Leben
Im Alter von zehn Jahren verfügt Johannes über eine derartige Reife, dass man ihn in Uhornyky im Kloster von der Verklärung Christi aufnahm. Zwei Jahre später erhielt er die Tonsur und den Namen Hiob. Im Alter von dreißig Jahren erfolgte seine Priesterweihe. Ihm wurde dann die Aufgabe des Aufsehers des Klosters vom Heiligen Kreuz in Dubno übertragen. Für 20 Jahre widmete er sich als Abt hier dem Schreiben und der Aufgabe geistliche Literatur zu verbreiten. Seine eigenen Werke wurden später unter dem Titel „Buch des ehrwürdigen Hiob von Potschajew, eigenhändig geschrieben“ veröffentlicht.
Als sich 1596 durch die Union von Brest die Spannungen zwischen der Katholischen und der Orthodoxen Kirche verschärften, war Hiob und das Kloster sehr in Bedrängnis, weil das Kloster nahe an der Grenze zum katholischen Polen liegt. Wegen der starken Missionsbemühungen der polnischen Katholiken schrieb Hiob sehr viel zur Verteidigung der orthodoxen Lehre. Besonders durch seine Kritik der katholischen Praxis der Verwendung von ungesäuertem Brot bei der Liturgie erregt er Anstoß.
Unter den von ihm gedruckten und verbreiteten Büchern befand sich die erste vollständige orthodoxe Bibelausgabe, wobei er durch den Fürsten Konstanty Wasyl Ostrogski unterstützt wurde. 1604 kam er in das Mariä-Entschlafens-Kloster von Potschajew und wurde dort zum Abt gewählt. Dort wurde er zum strengen Asketen. Er war still, machte wenig Worte und selbst die wenigen Worte, die über seine Lippen kamen, waren die des Jesusgebets. Viele Tage und auch Wochen schloss er sich in seine Höhle ein und lebte im Gebet versunken. Manche Mönche sagten, er sehe das Taborlicht. Hiob führte einige Reformen im Kloster ein und setzte eine striktere Disziplin durch. 1628 nahm er an der Synode von Kiew teil, wo er sich gegen jede Unionsbemühung mit der Katholischen Kirche aussprach. 1651 starb Hiob und wurde kurz danach heiliggesprochen.

## Gedenktag
Liturgisch wird dem Heiligen von Potschajew am 28. Oktober gedacht.